# Arnas (Ródano)
Arnas é uma comuna francesa na região administrativa de Auvérnia-Ródano-Alpes, no departamento do Ródano. Estende-se por uma área de 17.52 km². Em 2010 a comuna tinha 3 928 habitantes (densidade: 224,2 hab./km²).